# Brian Reynolds

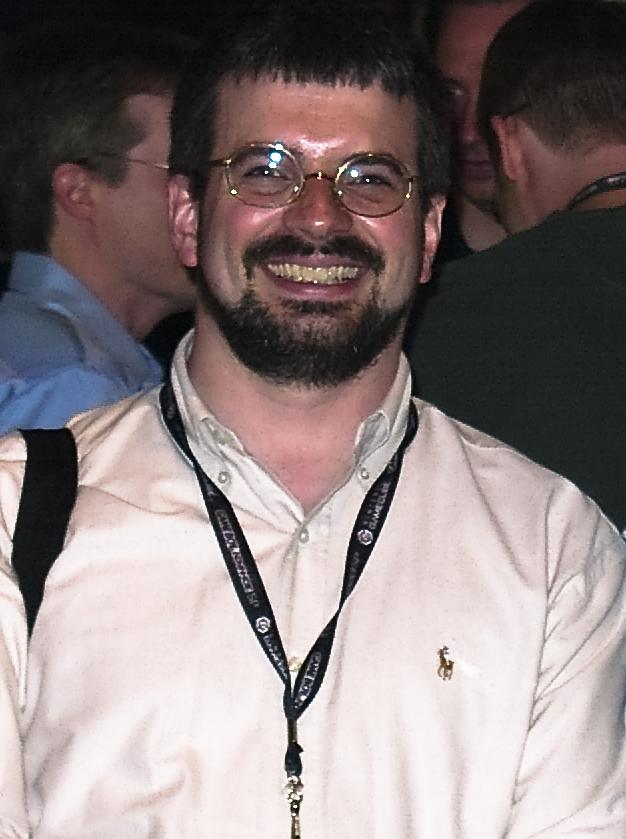
Brian Reynolds

Brian Reynolds (nascido em 1967, nos EUA) é bem conhecido como desenvolvedor de jogos eletrônicos de estratégia para computadores, formalmente da MicroProse e da Firaxis Games. Ele agora está em sua própria empresa de desenvolvimento de jogos, a Big Huge Games, onde ele atua como CEO e diretor de criação. Ele teve maior parte de desenvolvimento em jogos de vendas multimilionárias, como Civilization II e Sid Meier's Alpha Centauri.